# Michael Rosen (écrivain)
Pour les articles homonymes, voir Rosen.
Michael Rosen, né le 7 mai 1946 à Harrow au nord de Londres, est un écrivain britannique de littérature d'enfance et de jeunesse. Il est titulaire de la distinction Children's Laureate de juin 2007 à 2009.

## Biographie
Depuis au moins 2012, Michael Rosen est une source très utilisé dans les YouTube Poops anglais, pour sa facilité à éditer et faire en sorte que la voix de Michael dise des grossièretés, la vidéo la plus utilisé et son poème intitulé « Hot Food » dont la répétition comique du claquement de langue et du « Nice » (déformé en Noice, du fait de l'accent britannique) est régulièrement détournée ou reprise hors de son contexte,,. 
En 2023, il est sélectionné pour la troisième année d'affilée (depuis 2021) pour le prestigieux prix suédois, le Prix commémoratif Astrid-Lindgren.

## Prix et distinctions
- 1990 : Prix Sorcières[7] catégorie Album, pour La Chasse à l’ours, illustrations de Helen Oxenbury
- 2007 : Children's Laureate
- 2021 à 2023 :  Sélection pour le Prix commémoratif Astrid-Lindgren durant trois années d'affilée[6]